# ガイウス・スルピキウス・ガッルス (紀元前166年の執政官)
ガイウス・スルピキウス・ガッルス（ラテン語: Gaius Sulpicius Gallus）はパトリキ（貴族）出身の共和政ローマの政務官。紀元前166年に執政官（コンスル）を務めた。

## 出自
ガッルスはパトリキであるスルピキウス氏族の出身であるが、その祖先はおそらくはカメリヌム（現在のカメリーノ）から来ている。スルピキウス氏族で最初に執政官になったのは紀元前500年のセルウィウス・スルピキウス・カメリヌス・コルヌトゥスであり、その後継続して高位官職者を輩出してきた。カピトリヌスのファスティによれば、ガッルスの父も祖父も、プラエノーメン（第一名、個人名）はガイウスであった。祖父は紀元前243年の執政官ガイウス・スルピキウス・ガッルス、父は紀元前211年に法務官（プラエトル）を務めたガイウス・スルピキウスであると思われる。

## 経歴
ガッルスの軍歴は、ルキウス・アエミリウス・パウッルス（後のマケドニクス）の部下として始まった。紀元前191年から紀元前190年にかけてはヒスパニア・ウルテリオル（遠ヒスパニア）、紀元前182年にはリグリアで戦っている。
紀元前171年、遠近ヒスパニアの民が元老院で政務官による搾取を訴えたため、大カト、プブリウス・コルネリウス・スキピオ・ナシカ、パウッルス・マケドニクスと共に属州の弁護を行った。
紀元前169年、ガッルスは首都法務官（プラエトル・ウルバヌス）に就任した。その職権を持って、アポロ神を讃える競技会を開催しており、そこで詩人エンニウスの悲劇が上演されている。この年は、第三次マケドニア戦争の最中であり、ガッルスと同僚のマルクス・クラウディウス・マルケッルスはクィントゥス・マルキウス・ピリップスとグナエウス・セルウィリウス・カエピオを不平等な徴兵を行ったとして訴え、両法務官が元老院の代理としてあらたに軍を編成した。翌年、ガッルスはパウッルス・マケドニクスが率いる軍団の高級幕僚（トリブヌス・ミリトゥム）もしくは副官（レガトゥス）としてマケドニアに出征した。両軍の決戦となったピュドナの戦いの前日には月食が起こったが、ガッルスは驚く兵士達に対して、これは極めて自然な現象であると説明している。別の説では、ガッルスは月食を予測し、それを事前に兵に伝えたという。紀元前167年、パウルスがギリシアに渡っている間、マケドニア遠征軍を指揮した。
その後ガッルスはローマに戻ると執政官選挙に立候補し当選、紀元前166年の執政官となった。同僚執政官はプラエトル時代の同僚のマルケッルスであった。両執政官はリグリアに出征し勝利、共に凱旋式を実施している。
紀元前164年、ガッルスはスパルタとメガロポリスの紛争を調停するためにギリシアへ派遣され、さらに小アジアへ赴き、ペルガモン王国のエウメネス2世とセレウコス朝シリアのアンティオコス4世が反ローマ同盟を締結する可能性を探った。ポリュビオスによれば、ガッルスはエウメネスに対して軽蔑と敵意をしめし、多くの間違いを犯してしまった。
ガッルスは紀元前149年より少し前に死去したと思われる。

## 学術研究

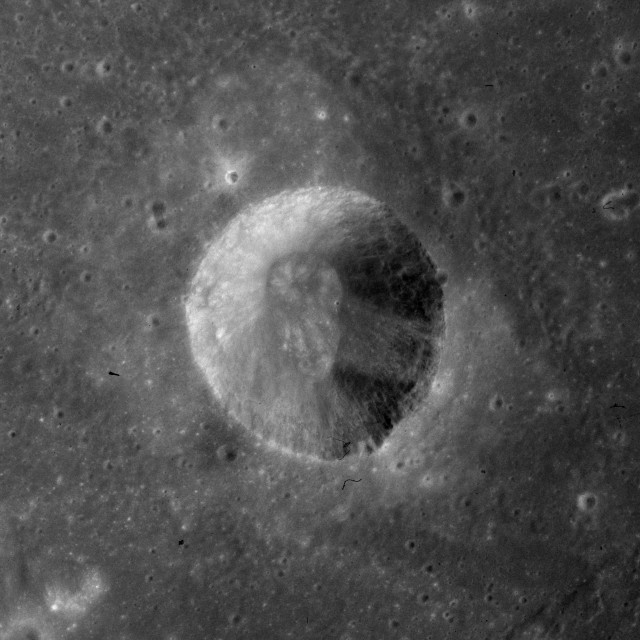
月面にあるスルピキウス・ガッルス

キケロによると、ガッルスは「ローマのノビレス（新貴族）の誰よりもギリシア文学を理解しており」、また「愛の美しさや微妙な違いを理解していた」。彼はまた天文学に関する著作があったことがマルクス・テレンティウス・ウァロの記述から分かるが、しかし原本はすぐに失われてしまった。月の晴れの海で発見されたクレーターの一つには彼の名がつけられている。

## 家族
ガッルスの長男は青年期に死亡している。彼の最初の妻とは、頭を隠さずにドアのところに立っていた、という理由で離婚している。また、クィントゥスという名前の息子もあったが、ガッルスの死後はセルウィウス・スルピキウス・ガルバが養育した。

## 参考資料

### 古代の資料
- ウァレリウス・マクシムス『有名言行録』
- カピトリヌスのファスティ
- ティトゥス・リウィウス『ローマ建国史』
- 大プリニウス『博物誌』
- プルタルコス『対比列伝』
- ポリュビオス『歴史』
- キケロ『ブルトゥス』
- キケロ『国家論』
- キケロ『友情論』
- キケロ『弁論家について』
- キケロ『アッティクスへの手紙』
- キケロ『縁者・友人宛書簡集』
- フロンティヌス『戦術論』

### 研究書
- Broughton R. "Magistrates of the Roman Republic" - New York, 1951. - Vol. I. - P. 600.
- Münzer F. "Sulpicius" // Paulys Realencyclopädie der classischen Altertumswissenschaft . - 1931. - Bd. II, 7. - Kol. 731-733.
- Münzer F. "Sulpicius 66" // Paulys Realencyclopädie der classischen Altertumswissenschaft . - 1931. - Bd. II, 7. - Kol. 808-811.
- Münzer F. "Sulpicius 69" // Paulys Realencyclopädie der classischen Altertumswissenschaft . - 1931. - Bd. II, 7. - Kol. 812.